# Ghế an toàn trẻ em

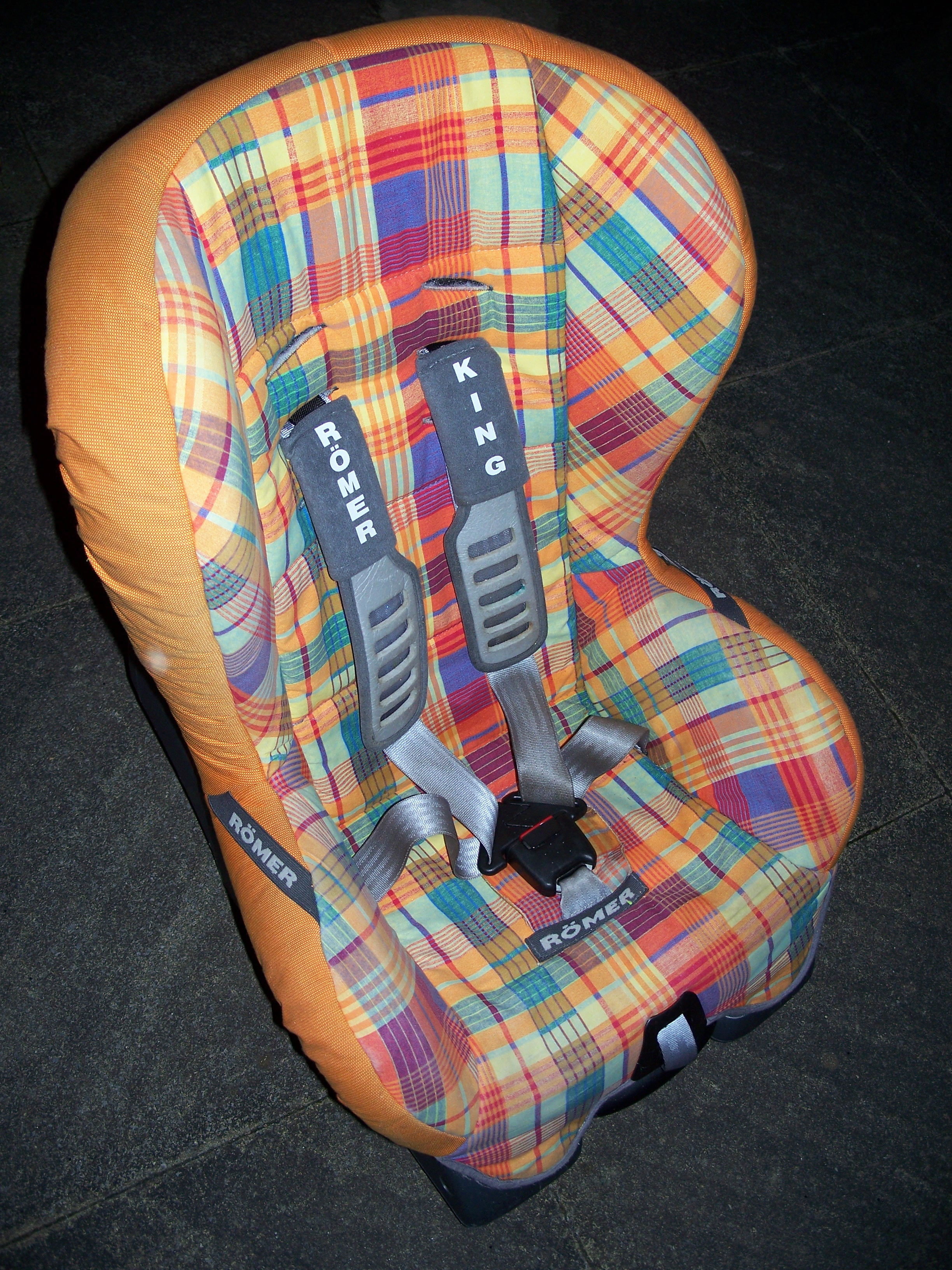
Một chiếc ghế an toàn thông dụng

Ghế an toàn trẻ em (đôi khi được gọi là ghế an toàn dành cho trẻ sơ sinh, hệ thống kiềm chế trẻ em, ghế kiềm chế) là ghế được thiết kế đặc biệt để bảo vệ trẻ em khỏi thương tích hoặc tử vong khi va chạm. Các nhà sản xuất xe ô tô có thể tích hợp ghế an toàn trực tiếp vào thiết kế của xe. Chủ yếu, ghế sẽ được mua và lắp đặt bởi người tiêu dùng. Một số khu vực yêu cầu trẻ em theo độ tuổi, cân nặng, và/hoặc chiều cao phải sử dụng ghế an toàn được công nhận từ chính quyền. Ghế an toàn trẻ em cung cấp một biện pháp kềm giữ thụ động và phải được sử dụng đúng cách để đạt hiệu quả. Tuy nhiên, nhiều biện pháp an toàn trẻ em ở các nước như Canada và Hoa Kỳ đã không được sử dụng đúng cách. Để giải quyết xu hướng tiêu cực này, các quan chức y tế và các chuyên gia an toàn trẻ em thực hiện video an toàn trẻ em để hướng dẫn cách lắp đặt ghế an toàn thích hợp cho phụ huynh và người chăm sóc.
Ghế an toàn trong xe hơi cho trẻ em bị bắt buộc theo luật pháp tại nhiều quốc gia, kể cả Hoa Kỳ, để vận chuyển một cách an toàn trẻ em trên 2 tuổi trong xe ô tô và các loại xe khác.
Các loại ghế khác, còn được gọi là "ghế nâng", được yêu cầu cho đến khi con đủ lớn để sử dụng một dây an toàn dành cho người lớn. Điều này thường là, nhưng không phải lúc nào cũng vậy, khi trẻ cao hơn 1,45 m (4 ft 9 in) thì có thể không cần sử dụng. Những đứa trẻ cần đáp ứng năm tiêu chí để không cần ghế nâng, bao gồm cả vị trí của đứa trẻ ngồi, vị trí vành đai vai, vị trí đai lưng, vị trí đầu gối, và khả năng ngồi đúng cách cho chiều dài của chuyến đi.
Nói chung, các nước có điều luật an toàn cho hành khách sẽ có luật an toàn trẻ em, đòi hỏi một đứa trẻ phải được kềm giữ một cách thích hợp tùy thuộc vào độ tuổi và cân nặng của chúng. Những quy định và tiêu chuẩn thường là tối thiểu, và sau đó sẽ được thay thế bằng các loại tiếp theo của ghế an toàn, mặc dù sẽ giảm độ bảo vệ một đứa trẻ trong một vụ va chạm. Một số quốc gia như Úc và Hoa Kỳ, cấm ghế dành cho trẻ sơ sinh đặt trên ghế trước nếu xe có trang bị túi khí. Một ghế cho trẻ sơ sinh loại hướng về phía sau mà đặt ở ghế trước của một chiếc xe sẽ đặt đầu của trẻ gần với túi khí, mà có thể gây ra chấn thương đầu nghiêm trọng hoặc tử vong nếu các túi khí bung ra. Một số xe hiện đại có hệ thống nút tắt để vô hiệu hóa các túi khí ở ghế phụ phía trước để có thể sử dụng ghế trẻ em sơ sinh.
Năm 2003, Viện Hàn lâm Nhi khoa Mỹ (AAP - American Academy of Pediatrics) đề nghị trẻ em "nên giảm thiểu thời gian ngồi trong ghế trẻ em (nếu không phải là một hành khách trong xe) hoặc ghế ngồi khác mà có giữ vị thế nằm ngửa" để tránh phát triển hội chứng đầu phẳng".
Vào năm 1990, hệ thống tiêu chuẩn ISO đã chuẩn hóa ISOFIX, được phát triển tạo ra một chuẩn thống nhất để lắp ghế an toàn vào các mẫu xe khác nhau. Tiêu chuẩn này hiện nay bao gồm một dây phía trên đầu; các phiên bản Hoa Kỳ của hệ thống này được gọi là LATCH. Nói chung, hệ thống ISOFIX có thể được sử dụng với nhóm 0, 0 + 1.
Năm 2013, một quy định ghế an toàn mới đã được giới thiệu: "i-Size" là tên của một quy định an toàn của châu Âu mới có ảnh hưởng đến ghế xe cho trẻ em dưới 15 tháng tuổi. Nó có hiệu lực vào tháng 7 năm 2013 và cung cấp bảo vệ thêm bằng nhiều cách, nhất là bằng cách yêu cầu phải cho trẻ vào ghế quay ra sau cho trẻ em từ 15 tháng thay vì 9-12 tháng, mà các quy định của EU trước khuyên.

## Lịch sử
Kể từ khi chiếc xe đầu tiên được sản xuất và đưa ra thị trường trong năm 1900, với nhiều thay đổi và điều chỉnh đã được thực hiện để bảo vệ những người lái xe và đi xe trong xe cơ giới. Hầu hết các hạn chế đã được đưa vào vị trí để bảo vệ người lớn mà không quan tâm đối với trẻ nhỏ. Mặc dù ghế trẻ em đã bắt đầu được sản xuất trong những năm 1930, mục đích của họ không phải là sự an toàn của trẻ em. Mục đích là để làm ghế nâng để đưa con đến một chiều cao dễ dàng hơn cho các phụ huynh khi lái xe có thể nhìn thấy con mình. Mãi cho đến năm 1962 trong đó hai thiết kế với mục đích bảo vệ một đứa trẻ được phát triển một cách độc lập. Nhà phát minh người Anh Jean Ames tạo ra một ghế trẻ em phía sau với một dây đeo y hình tương tự như mô hình hiện nay. Leonard Rivkin, Denver Colorado, thiết kế một chỗ ngồi hướng về phía trước với một khung kim loại để bảo vệ trẻ em. Cần lưu ý rằng dây an toàn cho người lớn là không trang bị tiêu chuẩn trong xe ô tô cho đến những năm 1950.

## Phân loại

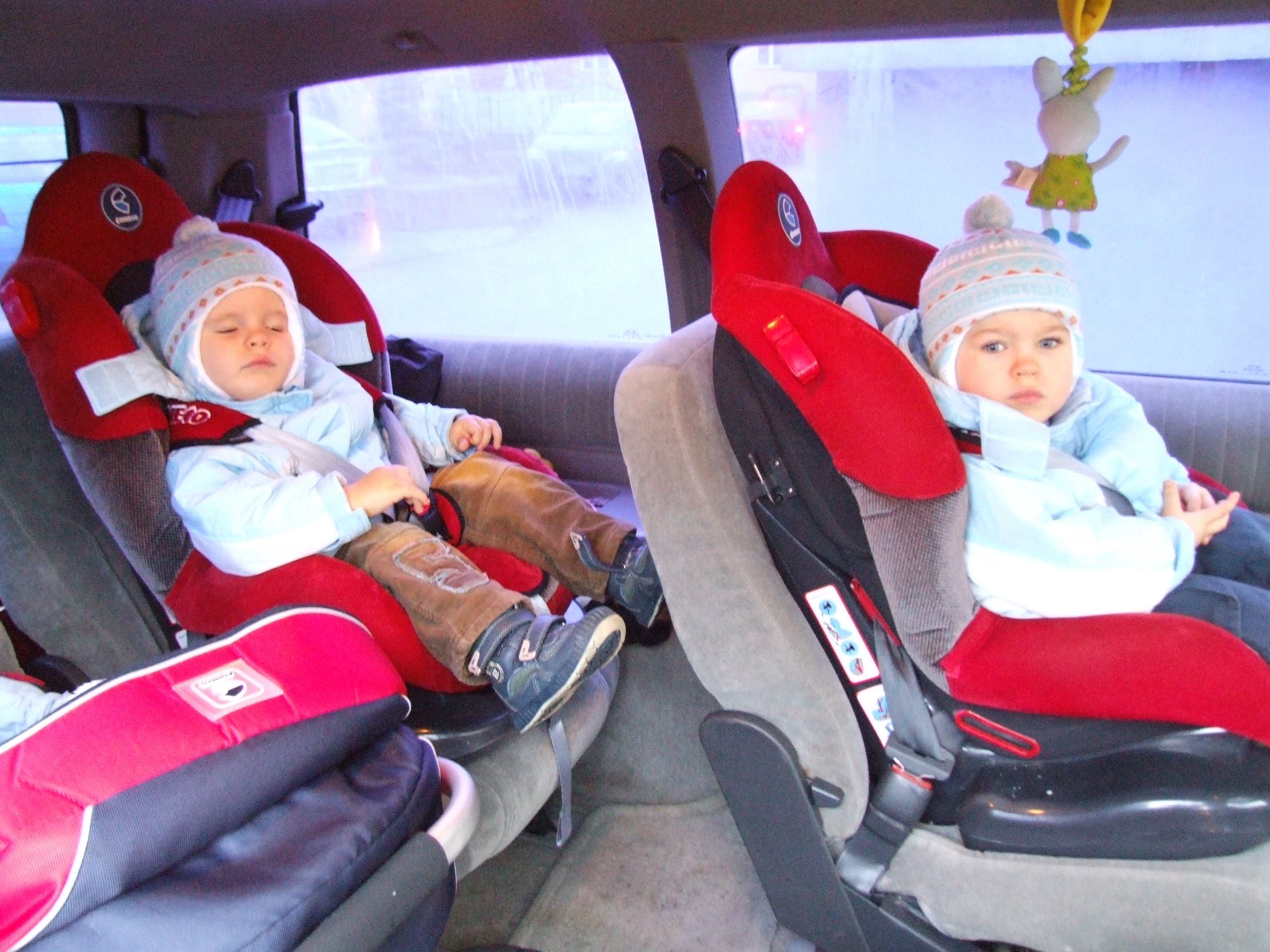
Trẻ em trong ghế an toàn

Có một số loại của ghế xe, khác nhau về vị trí của các con và kích thước của ghế. Chuẩn ECE R44 / 04 của Liên Hợp Quốc phân loại thành 4 nhóm: 0-3. Nhiều ghế xe kết hợp các nhóm lớn hơn 1, 2 và 3. Một số mẫu xe mới bao gồm chỗ ngồi kiềm chế theo thiết kế mặc định của xe.

### Nhóm 0
Nhóm 0 ghế em bé, hoặc ghế dành cho trẻ sơ sinh, giữ em bé ở một vị trí phía sau và được bảo đảm tại chỗ bằng một dây an toàn dành cho người lớn tiêu chuẩn và/hoặc một phù ISOFIX.
Ghế nhóm 0 loại cũi giữ trẻ nằm bằng lưng.
Ghế loại cũi được được giữ chặt bằng các dây an toàn ở ghế sau của chiếc xe. Cả hai loại có tay cầm để cho phép họ dễ dàng di chuyển vào và ra khỏi xe.
- Vị trí: Nằm, nhìn về phía sau, không có túi khí (với ngoại lệ túi khí ở hai bên).
- Trọng lượng khuyến nghị: từ khi sinh cho đến 13 kg (22 lb)
- Độ tuổi: từ khi sinh đến 15 tháng

#### Ghế cũi
Ghế cũi hoặc giường xe cho trẻ sơ sinh được sử dụng cho trẻ em mà không thể ghế dạng ngồi, chẳng hạn như trẻ sơ sinh non hoặc trẻ sơ sinh có triệu chứng ngưng thở. Một ghế cũi là một hệ thống kiềm chế nhằm phục và hạn chế tình trạng trẻ em trong một tư thế nằm ngửa hoặc nghiêng với cột sống của trẻ vuông góc với mặt phẳng dọc trung bình của chiếc xe. Ghế cũi được thiết kế để phân phối các lực lượng trên đầu và cơ thể của trẻ, không bao gồm các chi, trong trường hợp của một vụ tai nạn nghiêm trọng. Ghế cũi phải được đặt trên ghế sau của chiếc xe. Một số mô hình có thể được thay đổi để đối mặt về phía trước sau khi em bé đã đạt đến giới hạn trọng lượng đó là bình thường khoảng 15–20 kg.
Ghế cũi thường bao gồm một dây an toàn bụng và một kết nối đến (ba điểm) dây an toàn.

#### Ghế dành cho trẻ sơ sinh
Ghế dành cho trẻ sơ sinh là một hệ thống kiềm chế nhằm phục vụ cho trẻ trong một vị trí nửa nằm nửa ngồi đối mặt ra phía sau. Thiết kế này phân phối các lực lượng trên đầu và cơ thể của trẻ, không bao gồm các chi của trẻ, trong trường hợp va chạm trực diện.
Đối với trẻ nhỏ, ghế cho trẻ sơ sinh có trọng lượng khuyến nghị tiêu biểu ở 2–9 kg. Hầu hết các ghế trẻ sơ sinh được sản xuất ở Mỹ bây giờ có thể được sử dụng cho đến khi các bé được 10 kg và 75 cm, với một số sẽ lên đến 15,8 kg. Trước đây, hầu hết các ghế cho trẻ sơ sinh ở Mỹ giới hạn ở 9 kg và 66 cm. Một số (nhưng không phải tất cả) chỗ ngồi có thể được sử dụng với đế, hoặc một số có thể không cần đế. Ghế dành cho trẻ sơ sinh được gắn nhìn ra phía sau và được thiết kế dạng "kén" chống lưng của ghế xe trong trường hợp của một vụ va chạm, với tác động được hấp thụ trong lớp vỏ bên ngoài. Phía sau ghế ngồi được coi là an toàn nhất, và ở trẻ em Mỹ phải ngồi ở vị trí này cho đến khi chúng được ít nhất 1 tuổi và ít nhất 9 kg. mặc dù nó được khuyến khích để giữ trẻ ngồi trong tư thế nhìn ra sau cho đến khi ít nhất 2 tuổi hoặc trẻ vượt quá cân nặng hoặc chiều cao cho phép.

### Nhóm 0+
Nhóm O+ thường có một khung cố định vào xe từmột dây an toàn dành cho người lớn và có thể được đặt vào một số hình thức vận chuyển trẻ em thông qua những cách cài đặt cụ thể theo từng mẫu ghế. Ghế nhìn ra phía sau dành cho trẻ em vốn đã an toàn hơn ghế hướng về phía trước vì chúng cung cấp nhiều hỗ trợ tốt hơn cho đầu của trẻ trong trường hợp có giảm tốc đột ngột. Mặc dù một số bậc cha mẹ muốn chuyển sang một ghế trẻ em hướng về phía trước bởi vì trông có vẻ "lớn lên", các nước và các nhà sản xuất ghế xe khuyên rằng trẻ em tiếp tục sử dụng một ghế trẻ em phía sau lâu nhất có thể.
- Vị trí: Ngồi, nhìn ra sau, không túi khí (với ngoại lệ túi khí hai bên).
- Trọng lượng khuyến nghị: từ khi sinh (2–3 kg) đến 13 kg (29 lb).
- Độ tuổi: từ khi sinh đến 15 tháng

#### Ghế chuyển đổi
Ghế chuyển đổi có thể sử dụng cho nhiều giai đoạn khác nhau. Rất nhiều ghế chuyển đổi có khả năng chuyển từ ghế nhìn ra phía, sang ghế nhìn ra phía trước, một số còn có thể sử dụng như ghế nâng. Đa số các ghế chuyển đổi có thể sử dụng cho trẻ từ 2,2 kg đến 18 kg.
Ghế chuyển đổi có thể dùng với cả hai tư thế là nhìn ra phía sau và nhìn ra phía trước.  Có rất nhiều lựa chọn từ các nhà sản xuất như sự khác nhau về giới hạn cân nặng, giới hạn chiều cao, và các tính năng cộng thêm. Ghế có hệ thống 5 điểm khóa được coi là an toàn hơn so với các ghế có bảo vệ ở trên đầu
Ghế chuyển đổi không được coi là an toàn cho trẻ sơ sinh vì phần dưới của khóa thường nằm dưới vai của trẻ sơ sinh. Tuy nhiên, người dùng có thể sử dụng ghế có phần khóa ở vị trí thấp dành cho trẻ sơ sinh.
Khi ở tư thế nhìn ra sau, ghế hạn chế cân nặng từ 9,1 đến 22,7 kg tùy thuộc vào nhà sản xuất và xuất sứ sản phẩm. Khi ở tư thế nhìn ra trước, giới hạn cân nặng từ 9,1 đến 40,8 kg, tùy vào từng loại ghế.

### Nhóm 1

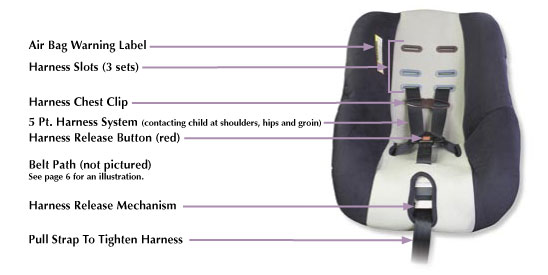
Các bộ phận của ghế an toàn dành cho trẻ em

Một hệ thống giữ cố định sử dụng dây an toàn của người lớn để giữ ghế và khóa năm điểm để giữ trẻ sơ sinh.
- Vị trí: Ngồi, đề xuất vị trí nhìn ra sau nhưng luật cho phép sử dụng vị trí nhìn ra trước, không có túi khí (ngoại trừ túi khí hai bên).
- Cân nặng đề xuất: 9 đến 18 kg
- Độ tuổi: 9 tháng tuổi đến 4 năm tuổi (mặc dù trẻ lớn hơn có thể ngồi vừa ghế)

Trẻ em được khuyến cáo là nên ngồi trong tư thế nhìn ra sau càng lâu càng tốt. Ở các nước Scandinavi, trẻ em ngồi ở tư thế nhìn ra sau đến 4 tuổi. Tư thế nhìn ra sau được coi là an toàn hơn trong các va chạm trực diện, thường tạo ra các chấn thương nghiêm trọng hoặc tử vong.

### Nhóm 2
Lớn hơn ghế thuộc Nhóm 1. Các ghế này sử dụng dây an toàn của người lớn để cố định trẻ.
- Vị trí: Ngồi, nhìn ra sau hoặc nhìn ra trước
- Cân nặng đề xuất: 15 kg đến 25 kg
- Độ tuổi: 4 đến 6 tuổi (mặc dù trẻ lớn hơn có thể ngồi vừa ghế)

### Nhóm 3
Còn được biết đến là ghế nâng (booster seat), nâng trẻ lên độ cao vừa phải để có thể sử dụng được dây an toàn của người lớn.
- Vị trí: Ngồi, nhìn ra trước
- Cân nặng đề xuất: 22 kg đến 36 kg
- Độ tuổi: 4 đến 10 tuổi, và có thể hơn nếu trẻ chưa đạt 36 kg

#### Ghế nâng
Ghế nâng được đề xuất cho các trẻ chưa đạt chiều cao tiêu chuẩn để có thể sử dụng dây an toàn. Dây an toàn được thiết kế dành cho người lớn, và có thể quá lớn dành cho trẻ em. Tại Hoa Kỳ, trẻ dưới 4 tuổi và/hoặc dưới 40 lb được đề xuất sử dụng ghế có 5 điểm khóa thay vì ghế nâng.
Khi sử dụng ghế nâng, dây an toàn sẽ vắt chéo ngang qua xương đòn và ngực trẻ, và vắt qua eo. Dây an toàn không được sử dụng đúng cách sẽ tạo ra thương tích trong trường hợp đâm xe.